# La Peste du pôle
 (septembre 2024).
Si vous disposez d'ouvrages ou d'articles de référence ou si vous connaissez des sites web de qualité traitant du thème abordé ici, merci de compléter l'article en donnant les références utiles à sa vérifiabilité et en les liant à la section « Notes et références ».
Pour plus de détails, voir Fiche technique et Distribution.
La Peste du pôle (Barney Bear's Polar Pest) est le 12e court métrage d'animation de la série américaine L'ours Barney réalisé par George Gordon (en) et sorti le 30 décembre 1944.